# Zbigniew Kamiński (generał)
Zbigniew Kamiński (ur. 1 maja 1922 w Pińczowie, zm. 29 sierpnia 1998 w Warszawie) – generał brygady ludowego Wojska Polskiego.

## Życiorys
Do 1935 skończył 7 klas szkoły powszechnej w Sandomierzu. Podczas okupacji był robotnikiem i magazynierem. W styczniu 1945 na krótko wstąpił do Milicji Obywatelskiej, potem był kierownikiem sklepu spożywczego, a w maju 1945 wstąpił do WP w Kutnie. Uczestnik walk z podziemiem niepodległościowym w okolicach Hrubieszowa, Tomaszowa Lubelskiego, Zamościa i Chełma. Od maja 1946 pracował w wydziale personalnym MON w Warszawie w stopniu chorążego, a od lipca 1946 podporucznika. 1947-1948 na wyższym kursie kwatermistrzowskim, po którym został porucznikiem. Od czerwca 1950 pracował w Departamencie Mundurowo-Taborowym m.in. jako kierownik sekcji wyszkolenia w stopniu kapitana. Od grudnia 1953 w Sztabie Głównego Zarządu Tyłów WP. 1955-1957 studiował w ASG w Warszawie, potem został zastępcą kwatermistrza 2 Ciężkiej Brygady Saperów w Kazuniu. W 1958 skończył liceum ogólnokształcące w Warszawie i zdał maturę. Od 9 I 1959 kwatermistrz 1 Praskiego Pułku Zmechanizowanego. Od 1 XII 1966 szef wydziału w Kwatermistrzostwie Warszawskiego Okręgu Wojskowego w stopniu podpułkownika, a od jesieni 1967 pułkownika. Od 27 XI 1969 szef sztabu Kwatermistrzostwa Warszawskiego OW, od stycznia 1973 kwatermistrz - zastępca dowódcy Śląskiego Okręgu Wojskowego we Wrocławiu. Jesienią 1975 mianowany generałem brygady; nominację wręczył mu w Belwederze I sekretarz Komitetu Centralnego PZPR Edward Gierek w obecności przewodniczącego Rady Państwa PRL prof. Henryka Jabłońskiego. Od lata 1978 do 1987 kierował Katedrą Taktyki Tyłów Wydziału Wojsk Lądowych ASG WP w Warszawie.
W okresie stanu wojennego w Polsce (1981-1983) był pełnomocnikiem Komitetu Obrony Kraju – komisarzem wojskowym w Ministerstwie Rolnictwa.
Jesienią 1987 zakończył służbę wojskową i przeszedł na emeryturę. Został pochowany na Cmentarzu Komunalnym na Powązkach (kwatera B17-4-29).

## Odznaczenia i wyróżnienia
- Krzyż Komandorski Orderu Odrodzenia Polski (1978)
- Krzyż Oficerski Orderu Odrodzenia Polski (1970)
- Krzyż Kawalerski Orderu Odrodzenia Polski (1963)
- Srebrny Krzyż Zasługi (1946)
- Medal „Za udział w walkach o Berlin” (1970)
- Medal 10-lecia Polski Ludowej
- Medal 30-lecia Polski Ludowej
- Medal 40-lecia Polski Ludowej
- Złoty Medal „Siły Zbrojne w Służbie Ojczyzny” (1968)
- Srebrny Medal Siły Zbrojne w Służbie Ojczyzny
- Brązowy Medal Siły Zbrojne w Służbie Ojczyzny
- Złoty Medal „Za zasługi dla obronności kraju” (1973)
- Srebrny Medal Za zasługi dla obronności kraju
- Brązowy Medal Za zasługi dla obronności kraju
- Medal Komisji Edukacji Narodowej (1984)
- Tytuł „Zasłużony Nauczyciel PRL” (1984)
- Odznaka Honorowa Polskiego Czerwonego Krzyża I stopnia (1971)[3]